# کلون‌بستک
کلون‌بستک، قله‌ای است در منطقهٔ البرز مرکزی و به ارتفاع ۴۱۵۶ متر که در استان تهران واقع است.

## موقعیت
قلهٔ کلون‌بستک، در خط الرأس سرکچال، در شمال دربندسر قرار گرفته‌است. دامنه‌های جنوب و جنوب شرقی این قله مشرف به منطقه رودبار قصران بوده و نزدیک حد رودبارقصران قرار دارد و آبریز این دامنه، رودخانه جاجرود است. آبریز دامنه شمالی دره رودخانه ولایت رود بوده که در جهت شرق به غرب، از شمال این قله گذشته و پس از ادغام با وارنگه رود، رودخانه کرج را تشکیل می‌دهد.

## مسیرهای صعود
مسیر اصلی صعود به قله کلون‌بستک از طریق یال جنوبی است که از این مسیر، در تمامی فصول سال و با یک کوهپیمایی نه چندان دشوار و طولانی می‌توان از طریق گردنه ۳۲۸۰ متری دیزین در عرض یک روز، به این قله صعود کرد.
هم چنین یال غربی این کوه که از روستای دیزین آغاز می‌گردد از انتخاب‌های کوهنوردان فنی‌تر به‌شمار می‌رود. در ابتدا و میانه‌های مسیر، صخره‌ای بودن مسیر بر دشواری آن افزوده‌است.
مسیر دیگر یال و در ادامه گرده شمال و شمال غربی کوه می‌باشد که بعلت دوردست بودن ناشناخته بوده و صعودهای بسیار کمی از این مسیر صورت می‌پذیرد.